# Jonathan Blondel
Jonathan Blondel (Ypres, 3 de abril de 1984) es un exfutbolista belga.

## Selección nacional
Fue internacional con la selección de fútbol de Bélgica, con la que jugó 4 partidos internacionales.

## Clubes
| Club               | País       | Año       |
| ------------------ | ---------- | --------- |
| Excelsior Mouscron | Bélgica    | 2001-2002 |
| Tottenham Hotspurs | Inglaterra | 2002-2004 |
| Club Brujas        | Bélgica    | 2004-2015 |